# Ella Gai
Ella Gai, pseudonimo (Napoli, 24 settembre 1985), è una scrittrice italiana.

## Biografia
Ella Gai  è lo pseudonimo di una scrittrice italiana. Nata a Napoli, vive a Roma da quando aveva 5 anni. Dopo aver ottenuto un diploma linguistico, si iscrive all'università La Sapienza conseguendo una laurea di primo livello in cinema e una di secondo livello in spettacolo digitale.
Durante gli anni dell'università ha lavorato per l'emittente universitaria della Sapienza, curando la rubrica “Cinema” e ha fatto molta esperienza nel campo cinematografico e televisivo.
Scrive sotto pseudonimo, perché la prima volta che ha pubblicato aveva paura di essere giudicata, soprattutto dalle persone che conosce. Ma, con il senno di poi, ne è molto felice perché è particolare e anche unico.

## Opere
- Rossa come la Passione (2013)
- Nera come la Lussuria (2013)
- Bianca come la Purezza (2013)
- I colori dell'anima (2014)
- Ella Gai, Odiare Amare Baciare, Newton Compton, 2015, ISBN 978-88-541-7967-7.

## Curiosità
- Odiare Amare Baciare è il titolo della versione editata di Perché Tu, libro self published pubblicato a luglio 2014
- Il suo motto è: If you can dream it, you can do it.
- Ama definirsi figlia del mondo.
- Sta lavorando al seguito di Perché tu.